# MAN SD 202

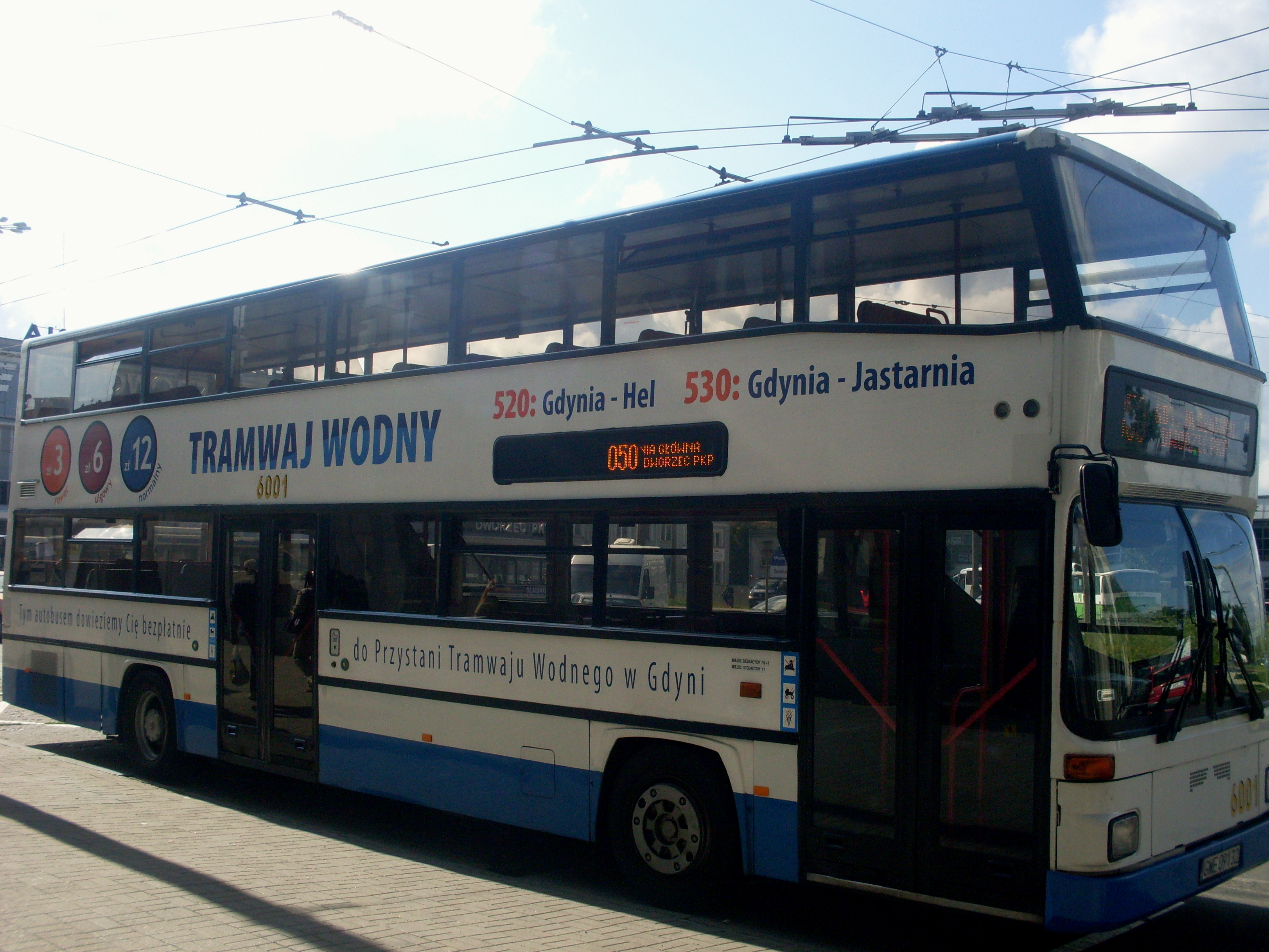
Autobus MAN SD 202 należący do PKS Wejherowo

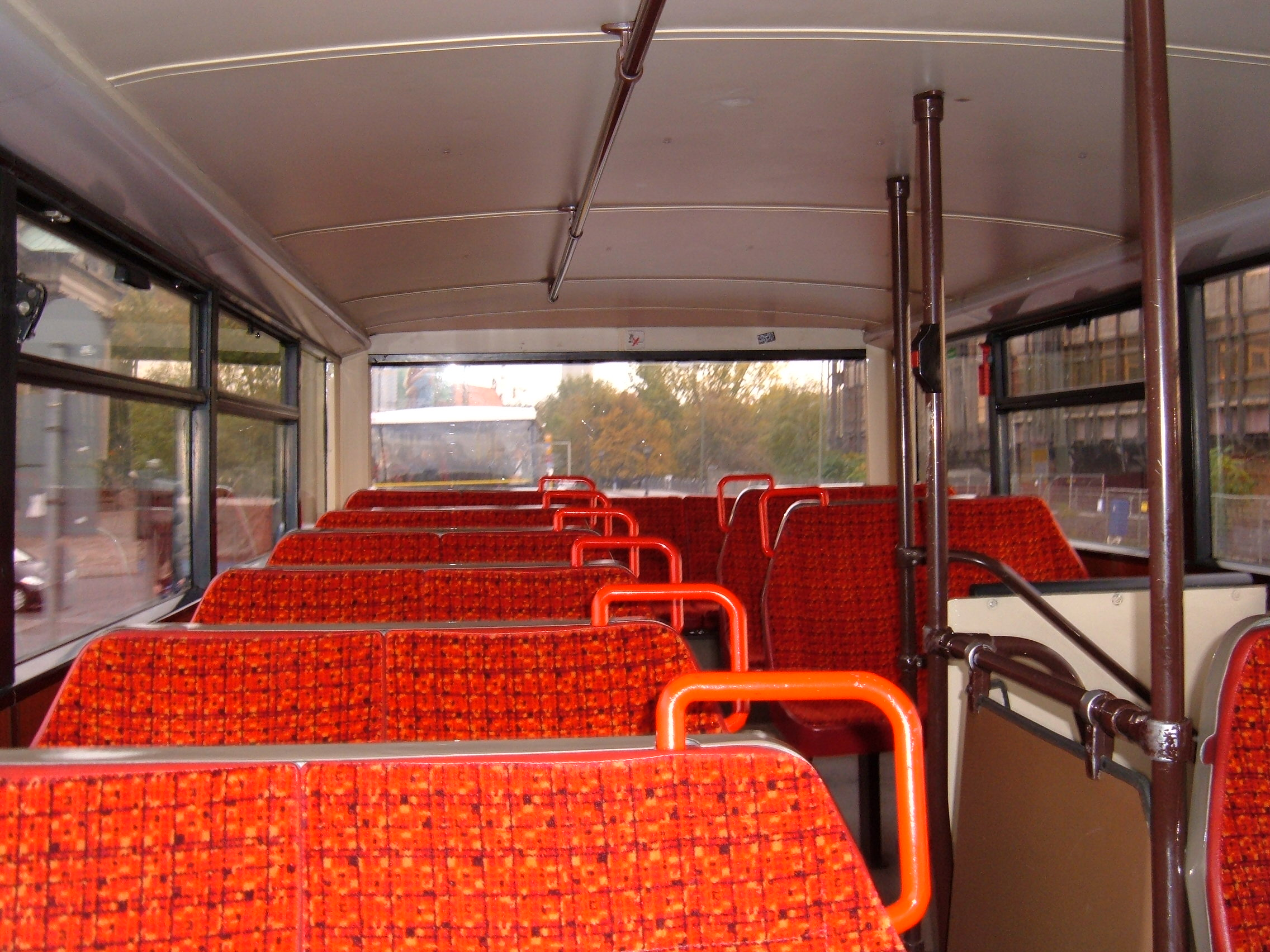
Wnętrze autobusu MAN SD 202

MAN SD 202 – niskopodłogowy, piętrowy autobus miejski, produkowany przez niemiecką firmę MAN.

## Geneza i budowa
Autobus był produkowany z przeznaczeniem dla Berlina Zachodniego, gdzie istniała długa tradycja eksploatacji pojazdów dwupokładowych zamiast przegubowych. Przy jego budowie wykorzystywano elementy autobusu SL 202. Piętrowe nadwozie było dziełem zachodnioberlińskiej firmy Waggon Union.

## Eksploatacja

### Niemcy
Dla BVG Berlin wybudowano łącznie 468 takich autobusów. Drugim tradycyjnym odbiorcą piętrusów SD 202 było przedsiębiorstwo w Lubece. Pierwsze autobusy SD 202 zaczęto wycofywać z Berlina w 1999 roku.

### Polska
Głównym odbiorcą berlińskich piętrusów w Polsce, jak i pośrednikiem w dalszej sprzedaży było przedsiębiorstwo PKM Jaworzno. W latach 2001—2002 eksploatowało ono łącznie 18 takich pojazdów – obecnie nie pozostał ani jeden. 
Autobusy MAN SD 202 są używane w Polsce głównie na liniach o charakterze turystycznym, rzadziej w przedsiębiorstwach PKS.
Jeden SD 202 do niedawna służył na warszawskiej linii turystycznej 100.
Dwa jeżdżą w Gdańsku w firmie City Tour Gdańsk.